# بوریس و آرکادی استروگاتسکی
آرکادی و بوریس استروگاتسکی (به انگلیسی: Arkady and Boris Strugatsky) مشهور به برادران استروگاتسکی (به روسی: Братья Стругацкие) دو برادر روس و نویسندهٔ علمی-تخیلی هستند. آرکادی متولد ۲۸ اوت ۱۹۲۵ میلادی بود و در ۱۲ اکتبر ۱۹۹۱ میلادی درگذشت. بوریس متولد ۱۴ آوریل ۱۹۳۳ است. این دو برادر جزو نویسندگان مشهور سبک علمی-تخیلی و مشهورترین نویسندگان روس این سبک شمرده می‌شدند.
مشهورترین اثر آنها پیک‌نیک کنار جاده (چاپ به سال ۱۹۷۷) نام دارد که مبنای فیلم‌نامهٔ استاکر (اثر آندری تارکوفسکی) قرار گرفته‌است. استانیسلاو لم در مطلبی که دربارهٔ این کتاب نوشته اشارات اثر به داستان‌های پریان روسی را آورده‌است.